# ダネット・ヘッド
- ダンネット・ヘッド

ダネット・ヘッド（英語：Dunnet Head）は、スコットランドのハイランド地方にある岬。スコットランド本土及びグレートブリテン島の最北端の地である。行政上は、ハイランド州ケイスネス郡に属する。

## 地理

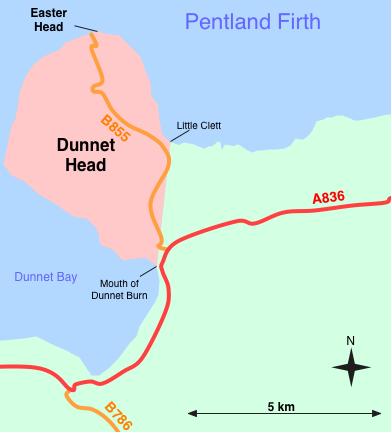
ダネット・ヘッド（Dunnet Head）の周辺図

最寄駅のサーソー駅があるサーソーの町から北東に約10km、グレートブリテン島最北の村として観光客に人気のあるジョン・オ・グローツから西北西に約18kmの地点にある。
スコットランド北岸から突出し、南側にダネット湾を形成する。特に先端部はイースター・ヘッド（Easter Head）と呼ばれ、ペントランド海峡の西端にあたる。

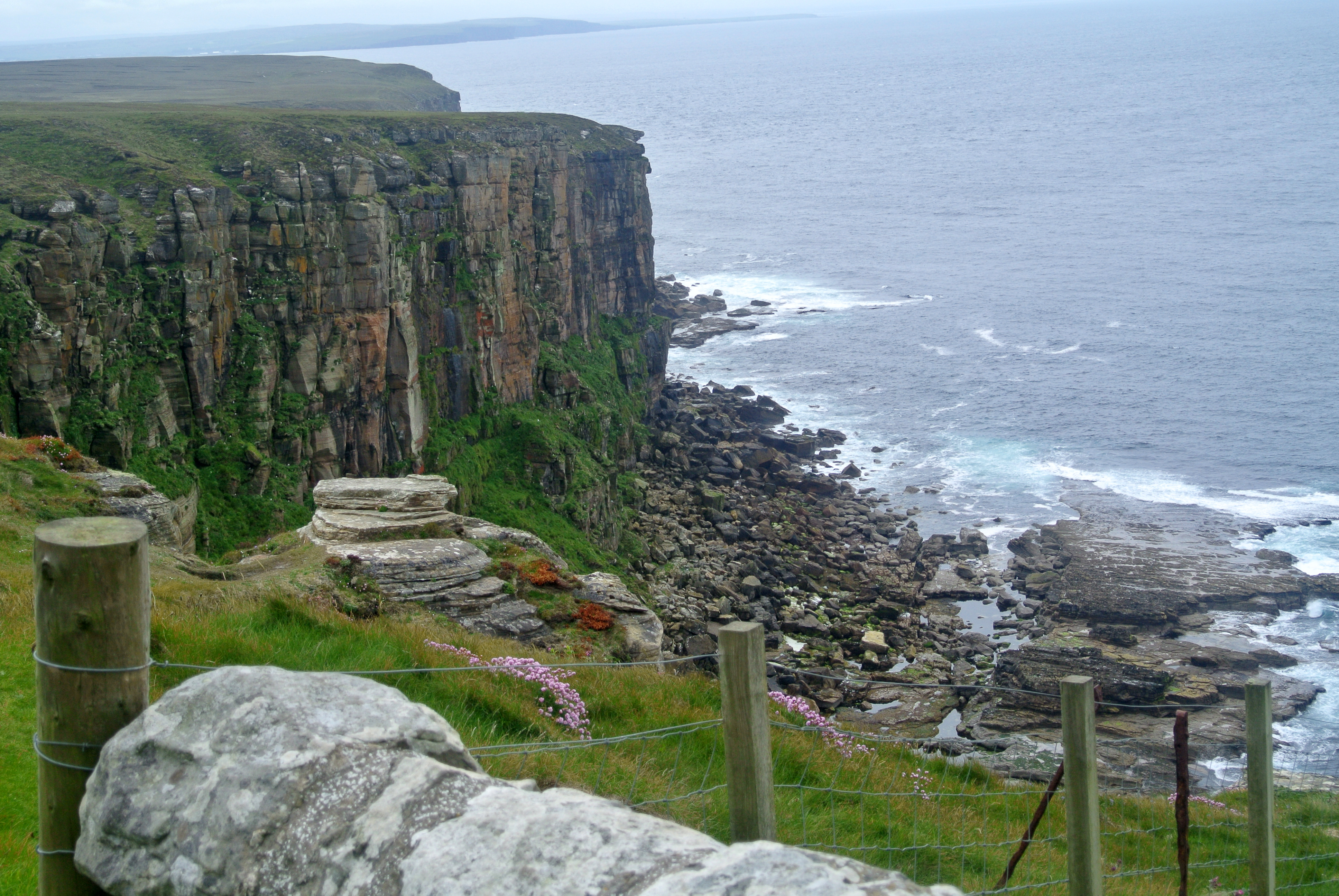
晴れた日にはオークニー諸島の島々が望める。岩は旧赤色砂岩である。

## レジャー
釣り
多数のロッホ（湖）があり、2年ごとにブラウントラウトの稚魚が放流される。4月1日から10月初旬まで釣りが可能である（許可証が必要）。
バードウォッチング
バードウォッチング用の展望台が設置されており、ミツユビカモメ属やツノメドリ属、クロトウゾクカモメ、オオハシウミガラス、シロカツオドリ属といった様々な野鳥を季節ごとに観察できる。

## その他
- 第二次世界大戦中には、スカパ・フローの海軍基地を守るために灯台の近くに小さな要塞が建設され、射撃場もあった。
- 2世紀に書かれたプトレマイオスの著書「地理学」において、ヴィルヴェドラム（Virvedrum）として記録された[2]。

### グレートブリテン島の他の端
- 最東端 - ネス・ポイント（英語版）
- 最西端 - ランズ・エンド
- 最南端 - リザード・ポイント（英語版）